# Commissariato del Basso Scebeli
Il commissariato del Basso Scebeli era uno dei commissariati dell'Africa Orientale Italiana. Istituito nel 1925, faceva parte del governatorato della Somalia. 

## Geografia
Confinava a nord con le regioni dell'Uebi Scebeli e la Regione del Confine, a sud con l'Oceano indiano e l'Oceano Indiano e la regione del Giuba, a est con l'Oceano indiano, la regione di Mogadiscio e le Regioni dell'Uebi Scebeli.

## Residenze
Il commissariato comprendeva le seguenti residenze:
- residenza di Merca
- residenza di Brava
- residenza di Audegle
- residenza di Afgoi (ufficio a Uanle Uen)